# Carl Olof Cederblad
Carl Olof Cederblad, född 1 september 1935 i Uppsala, är en svensk diplomat.

## Biografi
Cederblad är son till läroverksadjunkten Carl Cederblad och författaren Johanne Grieg Cederblad. Han blev pol. mag. 1959 och var anställd vid Statistiska centralbyrån 1959–1962 samt 1966–1968. Cederblad var anställd vid Tjänstemännens centralorganisation (TCO) 1963–1964 och genomförde statistikexpedition i Sudan 1965. Han var revisionsdirektör vid Riksrevisionsverket 1969–1974, sekreterare i konkurrensutredningen 1975–1977, byråchef vid Statens pris- och konkurrensverk 1978–1980 och kansliråd vid handelsdepartementet 1981–1982. Cederblad genomförde statistikexpedition i Tanzania 1983–1985, var kansliråd vid Utrikesdepartementet (UD) 1985–1989 och ambassadör i Dhaka från 1989. Han var därefter bland annat ambassadör i Addis Abeba och sidoackrediterad till Asmara.
Cederblad är hedersledamot i Uplands nation. Han gifte sig 1970 med högskoleadjunkten Gudrun Sjögren (1942–2008), som var dotter till folkskolläraren Folke Sjögren och småskolläraren Göta Eklund.